# Karl Konstantin Haberle

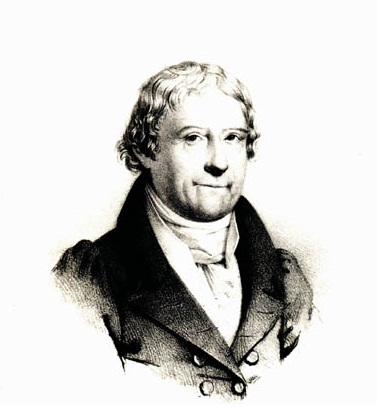
Karl Konstantin Haberle

Karl Konstantin Haberle (* 11. Februar 1764 in Erfurt; † 31. Mai/1. Juni 1832 in Pest durch Raubmord) war ein deutscher Naturwissenschaftler und Hochschullehrer. Sein Autorenkürzel der Botaniker und Mykologen lautet „Haberle“.

## Leben
Haberle studierte an der Hierana und der Universität Mainz Philosophie und Rechtswissenschaft. Er betätigte sich danach zunächst als Erzieher, setzte jedoch nach einigen Jahren das Studium an der Universität Erlangen und der Bergakademie Freiberg fort. 1798 wurde er Mitglied der Berliner Gesellschaft (Erlangen). 1805 wurde er an Erfurts Hierana zum Dr. phil. promoviert. Nach sich anschließenden Forschungstätigkeiten in Jena ging er 1813 als Privatgelehrter nach Pest. 1817 wurde er auf den Lehrstuhl für Botanik an der Universität Pest berufen und 1818 zusätzlich zu seiner Professur zum Direktor des Botanischen Gartens im Stadtwäldchen ernannt. 1823 wurde er zum Dr. med. promoviert. Haberle arbeitete nicht nur auf dem Gebiet der Botanik, sondern auch auf dem Gebiet der Meteorologie und Mineralogie. Er benannte das Mineral Aluminit. In der ungarischen Botanik führte er die Systematik der Pflanzen ein. Zu seinen akademischen Schülern gehörte der ungarische Biologe Imre Friváldszky von Friváld.

## Ehrungen
- 1835 wurde die Pflanzengattung Haberlea nach ihm benannt.

## Schriften
- Meine Gedanken über Erziehung, als Entwurf zu einer musterhaften Erziehungsanstalt. 1796
- Beobachtungen über die Gestalt der Grund- und Keimkrystalle des schörlartigen Berils und dessen übrige oryctorgnostische und geognostische Verhältnisse. 1804
- Beiträge zu einer allgemeinen Einleitung in das Studium der Mineralogie. 1805
- Das Gewächsreich. 1806
- Das Mineralreich, 2 Bde. (Band 1, 1806; Band 2, 1897)
- Ueber Witterungsbeurtheilung und -erspähung; oder, ausführliche Uebersicht dessen, was bisher zur wissenschaftlichen Begründung der Meteorologie geschahe, und noch dafür zu thun ist. 1811
- Succincta rei herbariae Hungaricae et Transsilvanicae historia. 1830